# Зазулин, Иван Петрович
Иван Петрович Зазулин (настоящая фамилия Зозуля; 1859—1893) — русский актёр, театральный режиссёр

, театральный деятель, антрепренёр, драматург, прозаик.

## Биография
Происходит из крестьян Черниговской губернии. Учился во 2-й петербургской гимназии (1872—1876; не окончил). Страстное увлечение театром определило его жизнь. С середины 1870-х годов был актёром в провинциальных театрах (Выборг, Псков, Ревель, Кронштадт). Наездами в Санкт-Петербурге играл на клубных сценах, преимущественно в комедийных ролях. С середины 1880-х годов ставил классические пьесы на сценах Ораниенбаума, Петергофа, летнего театра Крестовского сада (Санкт-Петербург), Озерков. Мечтал о создании общедоступного частного драматического и оперного театра. В конце 1880-х годов арендовал Панаевский театр (Санкт-Петербург), ставил исторические драмы «Князь Серебряный» (по одноимённому роману) и «Смерть Иоанна Грозного» А. К. Толстого, «Воевода» А. Н. Островского, «Каширская старина» Д. В. Аверкиева и другие. В 1892 создал оперную труппу и на той же арендуемой сцене ставил оперы, среди которых многие были новинками: впервые на русском языке «Сельская честь» П. Масканьи, впервые в России «Паяцы» Р. Леонкавалло.

## Литературная деятельность
Писал небольшие комедии и помещал рассказы в газетах. Одна из первых публикаций — рассказ из театральной жизни «Дебютант» (1876). Рассказы, очерки, наброски, фельетоны, сцены из жизни артистов театра и цирка печатались в газетах «Музыкальный свет» (1876), «Театральный мирок» (1884—1886), «Петербургский листок», «Петербургская газета» (1886—1887), в журнале «Колосья» (1884—1886) и других изданиях.
Написал несколько комедий и водевилей: «Роковое обязательство» (1876), «Ревизор в новом роде» (1878), «Сама себя раба бьет, коли не чисто жнет» (1880), «Фальшивая тревога» (1882), «Петербургская жизнь» (1886, совместно с А. К. Гермониусом), «Бесёнок» (1884), «Бедовая вдовушка» (1888), «Семейная революция» (1892) и другие.
Рассказы, очерки, сцены вошли в сборник «Около женщин», изданный под криптонимом «??!!» (два издания Санкт-Петербург, 1890, 1891).